# Vlag van Annerveenschekanaal

Vlag van Annerveenschekanaal

De vlag van Annerveenschekanaal werd op 12 maart 2005 vastgesteld als de dorpsvlag van de Drentse dorp Annerveenschekanaal. De vlag bestaat uit twee horizontale banen van blauw en groen die door middel van een zwaluwstaart van elkaar gescheiden zijn. Aan de mastzijde van het ontwerp is een schijfvorm opgenomen in dezelfde kleuren. Deze cirkel staat symbool voor de connectie en eenheid tussen de dorpsbewoners. In de cirkel zijn diverse zwarte lijnen opgenomen die tezamen de letters A, V en K vormen. Deze letters vormen de initialen van de dorpsnaam.
De kleur blauw staat symbool voor kalmte en de kleur groen voor de landelijke omgeving van het dorp. De vijf V-vormpjes rechtsboven stellen gestileerde vogels voor welke op hun beurt weer verwijzen de term vrijheid. De horizontale zwarte lijn verwijst naar het Grevelingskanaal die dwars door het dorp stroomt.
Anloo
· Annen
· Annerveenschekanaal
· Dalen
· De Groeve
· Een
· Eext
· Eexterveen
· Eexterveenschekanaal
· Elim
· Gasselternijveen
· Gasteren
· Gieten
· Gieterveen
· Grolloo
· Hollandscheveld
· Nieuw-Weerdinge
· Noordscheschut
· Schoonoord
· Tiendeveen
· Uffelte
· Wapse
· Witteveen
· Yde-De Punt
· Zorgvlied